# Обсценная лексика в русском языке
Обсце́нная ле́ксика — сегмент лексики русского языка.
Одной из разновидностей обсценной лексики в русском языке является русский мат. В русском языке присутствуют также другие обсценные слова, не являющиеся матерными и значительно менее табуированные, но тоже считающиеся «неприличными».
Национальное своеобразие русского языка состоит не в самом наборе лексики, а в её частотном распределении.
Ядро русской брани, как отмечают все исследователи, составляет очень частотная «сексуальная» триада (обсценная триада): хуй — пизда — ебать.
Число производных от данных словообразовательных основ и эвфемизмов, используемых для их замены, поистине неисчислимо, ибо они постоянно генерируются живой речью.
Чрезвычайно активно эта же триада используется и во фразеологии.

## Обсценная лексика и общество в России
Жёсткий запрет на публичное употребление обсценной лексики и фразеологии, идеографически и семантически связанных с запретной темой секса и сексуальной сферы, поддерживался православной церковью, а в Новое время — школой и иными культурными институтами.
Несмотря на распространённость нецензурных выражений во всех слоях русского общества на всех этапах его истории, в России традиционно существовало табу на использование обсценной лексики в печатном виде (отсюда, очевидно, и идёт название «нецензурная брань»).
Это табу несколько ослабло в последнее время в связи с демократизацией общества и ослаблением государственного контроля за печатной сферой (первой в истории России отменой цензуры на длительный срок), переменами в общественной морали после распада СССР, массовой публикацией литературных произведений и переписки признанных русских классиков, писателей-диссидентов и нынешних постмодернистов.
Снятие запрета на освещение определённых тем и социальных групп привело к расширению рамок приемлемой лексики в письменной речи.
Мат и жаргон вошли в моду, став одним из средств пиара.

### Использование обсценной лексики в искусстве и СМИ
Табуирование обсценной лексики — явление сравнительно позднее: ещё в документах и переписке петровского времени она встречается сравнительно свободно.
Однако ко второй половине XVIII века её использование в печатных изданиях перестало быть возможным, и широко использующие обсценную лексику стихотворения Ивана Баркова распространялись исключительно в списках. На протяжении всего XIX века обсценная лексика также оставалась уделом «неофициальной» части творческого наследия поэтов и писателей: нецензурные эпиграммы и сатирические стихотворения Пушкина, Лермонтова и других авторов ими самими не публиковались и вообще в России обнародованию не подлежали (политические эмигранты из России начали публиковать их в Европе лишь во второй половине XIX века).
Например, один из нецензурных стихов Пушкина:
```
               
В Академии наук

               
Заседает князь Дундук
.
               
Говорят, не подобает

               
Дундуку такая честь.

               
Почему ж он заседает?

               
Потому что жопа есть
[
1
]
.
```

Задачи художественного освоения обсценной лексики поставили перед собой писатели русского самиздата, начиная с Юза Алешковского.
С 1990-х гг., когда цензурные запреты исчезли, обсценная лексика шире проникает в литературу, используясь в различных функциях.
Самая простая из этих функций — реалистическая передача разговорной речи: если в жизни люди матерятся, то было бы странно, если бы в книгах точно такие же люди этого не делали.
У некоторых авторов персонажи не злоупотребляют обсценной лексикой (так в книгах Виктора Пелевина она почти всегда присутствует, но в очень небольших количествах), у других речь персонажей изобилует сильными выражениями (так в романах Баяна Ширянова из жизни наркоманов герои, в соответствии с принципом жизненной правды, не стесняются в выражениях).
В ряде других случаев писатели используют обсценную лексику с более сложными целями: так в поэзии Германа Лукомникова обсценная лексика часто употребляется для воссоздания атмосферы карнавала (в понимании М. М. Бахтина), а в стихах Шиша Брянского предпринимается попытка воскресить и одновременно спародировать древнюю сакральную функцию инвективной лексики, её отнесённость к ключевым языческим обрядам (прежде всего, инициации).
Обсценная лексика в соединении с суржиком присутствует в сатирическо-комедийных пьесах Леся Подервянского (укр. Лесь Подерв’янський), где она помогает сделать их более реальными, показать принадлежность героев определённым слоям населения.
С 1 февраля 2021 года в России вступил в силу закон, обязывающий администрацию соцсетей и видеохостингов выявлять и блокировать мат. При невыполнении закона руководству соцсетей грозит штраф.

### Обсценная лексика втопонимике
Согласно подсчётам В. Д. Назарова, неполное изучение источников XV—XVI веков позволяет выявить для того времени 67 русских топонимических названий (около 0,1 %), производных от обсценной лексики.
Вот основные, приведённые им, названия:
- Волости:
  - Елда (Угличский уезд)
  - Залупицы (Вяземский уезд).
- Населённые пункты (деревни, починки и бывшие населённые пункты — селища и пустоши):
  - Безделево; Бздихина поляна (деревня), Бздихино, Бздунишка, Бздуново;
  - Говенково;
  - Пердилово, Пердунов починок, Пердуново, Пердухино, Пердякин починок;
  - Блядцово;
  - Безмудова;
  - Елданицы, Елдахова, Елдено;
  - Куярово;
  - Мандино, Мандырево;
  - Мудищево, Мудово, Мудоково, Мудынин починок;
  - Пезделка, Пезделово, Пездлево, Пездлево-Долгое, Пездлевская (Пездлева);
  - Пизденково, Пиздино, Пиздоклеин починок, Пиздюрино;
  - Хуиково, Хуянков починок;
  - Ебехово («Опихалово тож»), Ебшино;
  - Поиблица, Поиблой починок.
- Речки:
  - Блядея, Бляденка (она же Блядейка), Еботенка, Елдахова (ср. деревню), Мудовка, Наебуха, Ненаебуха, Пиздюрка.
- Дороги:
  - Бздеховская дорога, Мандинский путь.

Также упоминается местность Говейнов заулок и Блядейский отвершек (оврага).
Ряд названий образован от личных имён, и таким образом даёт представление также об обсценной лексике в антропонимии, сообщая нам о существовании людей с именами: Бздиха, Пердун, Пердяка, Мудыня, Хуянок и т. п.
В некоторых случаях ассоциация с обсценными лексемами может проявляться при нормативной транскрипции некоторых испаноязычных топонимов. Так, аргентинский топоним «Хухуй», в целях соблюдения «принципа благозвучия», являющегося проявлением цензуры, был заменён на «Жужуй».

## Исследователи русской обсценной лексики
Как отмечалось в статье В. М. Мокиенко «Русская бранная лексика: цензурное и нецензурное» (1994), активными теоретическими исследованиями русской обсценной лексики в XX веке занимались в основном зарубежные исследователи. Начиная с конца 1970-х годов, на Западе был опубликован целый ряд статей и монографий на эту тему. С началом перестройки несколько лексикографических справочников было выпущено в США — их характеризовала уже практическая направленность, стремление «пополнить лексический багаж» студентов-русистов, обучающихся на стандартных литературных русских текстах, облегчить для них живое общение с русскими.
Начало российским исследованиям в этой сфере положили работы Б. А. Успенского и В. Быкова, которые также вышли за рубежом. Структурному анализу обсценных высказываний посвящена статья Ю. И. Левина «Об обсценных выражениях русского языка», впервые опубликованная за рубежом в 1986 г. и вошедшая в российский том избранных сочинений учёного (1998). Одним из первых исследователей русского мата является Т. В. Ахметова, которая в шестидесятые годы защитила по этой теме кандидатскую диссертацию, которая сразу же после защиты была отправлена в спецхранилище Государственной библиотеки СССР имени В. И. Ленина и выдавалась только по специальному разрешению. В семидесятые годы она по этой же теме защитила докторскую диссертацию. В 1996 году Ахметова выпустила книгу. В 1998 году российские исследователи А. Н. Баранов и Д. О. Добровольский выпустили словарь «Русская заветная идиоматика».
В 1997 появилась в России научная монография, посвященная проблемам сквернословия, написанная доктором филологических наук профессором В. И. Жельвисом «Поле брани. Сквернословие как социальная проблема» (переиздана в 2001). Книга В. Ю. Михайлина «Русский мат как мужской обсценный код: проблема происхождения и эволюция статуса» вышла в 2003 году (журнальная публикация первой редакции — в 2000 г. в «Новом литературном обозрении»).
Критическому анализу словарей русского мата посвящена статья А. Ю. Плуцера-Сарно «Матерный словарь как феномен русской культуры». Здесь же приводится библиография лексикографических источников за период 1970—1996 годы. В 2001—2005 гг. Плуцер-Сарно издал первый («Лексические и фразеологические значения слова „хуй“») и второй («Опыт построения справочно-библиографической базы данных лексических и фразеологических значений слова „пизда“») тома 12-томного «Словаря русского мата», который он составляет в течение 25 лет.
Исследователь русского народного творчества А. Н. Афанасьев собрал матерные образцы русского фольклора и опубликовал в книге «Русские заветные сказки».